# Tout le sport
Pour les articles homonymes, voir TLS.
Tout le sport (également désignée par le sigle TLS) est une émission de télévision sportive française diffusée quotidiennement sur France 3 depuis 1993. Elle est l'émission sportive télévisée la plus regardée du PAF.

## Principe
L'émission est consacrée à l'actualité sportive quotidienne. Créé à l'initiative de Gilles Cozanet et Jean Réveillon, directeur des sports de France 2 et France 3, elle remplace l'édition créée en septembre 1993 et présentée par Nelson Monfort Le Journal des sports, faisant partie du rendez-vous d'actualité quotidien Le 19/20 de la chaîne France 3. 
La rédaction en chef de ce premier journal quotidien consacré aux sports est confiée à Jacques Ségui, grand reporter et ancien correspondant aux États-Unis de la chaîne publique Antenne 2.
Initialement, une jeune rédaction indépendante des services des sports de France 2 et France 3 est déléguée pour la production et l'édition du programme.
Depuis 2018, l'émission est préparée par les journalistes du service des sports de France Télévisions.

## Diffusion
De septembre 1993 à mai 2000, l'émission est diffusée à 20 h 35 du lundi au dimanche, puis à 20 h 10 de mai 2000 à juin 2003. À partir de juin 2003, elle est programmée, selon les jours, entre 20 h 25 et 20 h 30, avant d'être de nouveau avancée de 20 h 10 à 20 h 15 jusqu'au 2 janvier 2009.
En septembre 2003, l'émission fête ses dix ans. Pour l'occasion, durant la semaine du 9 septembre, elle reçoit la star du basket Tony Parker et le ministre des Sports, Jean-François Lamour, une partie de l'équipe de France de football (Bixente Lizarazu, Fabien Barthez, Thierry Henry...), l'équipe de France de rugby au grand complet, et de nombreuses vedettes du sport comme David Douillet, Brahim Asloum, Laura Flessel, Hubert Auriol, Guy Forget, Florian Rousseau... Images d'archives de moments forts et bêtisiers s'intercalent entre les interviews en plateau, Henri Sannier ayant également fait appel à Nelson Monfort, Gérard Holtz et Didier Chaumont qui l'ont précédé à la présentation de Tout le sport.
À partir du 5 janvier 2009, Tout le sport est diffusée de 20 h 0 à 20 h 5 et une seconde partie (parfois appelée Tout le sport 2 ou TLS 2) est programmée, d'abord de 22 h 55 à 23 h 0 (jusqu'au 6 novembre 2009), puis aux alentours de minuit à partir du 7 novembre 2009. L'émission est toujours diffusée du lundi au dimanche. À partir du 10 janvier 2010, la deuxième émission du dimanche soir commence à 23 h 45 et dure 10 à 15 minutes de plus pour proposer ainsi des analyses complètes.
En octobre 2013, le programme fête ses vingt ans après plus de 7 400 émissions et 1 000 heures d'antenne. Pour l'occasion, d'anciennes images sont quotidiennement rediffusées, et Henri Sannier accueille d'anciens présentateurs, comme Nelson Monfort.
À partir du 27 août 2018, l'émission ne débute plus à 20 heures mais à 20 h 45, laissant sa case au zapping Vu.
Le 20 septembre 2018, l'émission fête ses vingt-cinq ans. Pour l'occasion, les différents sujets sont lancés par d'anciens présentateurs de l'émission, à savoir Nelson Monfort, Henri Sannier, Céline Géraud, Pierre-Henry Brandet et Gérard Holtz, puis sont rejoints en fin d'émission par les présentateurs actuels Fabien Lévêque et Flore Maréchal.
Le 23 juin 2019, à l'occasion de la journée olympique, France 3 retransmet à 20 h 5 une édition spéciale de 50 minutes, « TLS - Génération 2024 », présentée par Laurent Luyat et Alexandre Boyon en direct de la place de la Concorde à Paris et en présence de nombreux athlètes et de personnalités de France Télévisions.
Dès la rentrée de septembre 2019, l'émission n'est plus programmée le dimanche soir. Elle laisse sa place à Stade 2, désormais diffusée sur France 3 de 20 h 5 à 21 h 0. L'émission est toujours animée par Fabien Lévêque du lundi au jeudi tandis que Matthieu Lartot, à la tête de Stade 2, la présente le week-end (vendredi et samedi) jusqu'en 2021.
En 2020, l'émission n'est plus diffusée à partir du 17 mars en raison de la pandémie de Covid-19 qui suspend les compétitions sportives et contraint la rédaction des sports à suivre les dispositions de confinement prises par le gouvernement. Tout le sport est alors remplacé par le jeu Jouons à la maison présenté avec Alex Goude. Elle revient sur l'antenne de France 3 presque 5 mois plus tard à partir du 10 août 2020.
À partir du 24 juillet 2023, l'émission est dorénavant diffusée du lundi au samedi à 20 h 00 et allongée à 16 minutes.

## Logos

Logo de Tout le sport de 2012 au 10 septembre 2017.
Logo de Tout le sport depuis le 11 septembre 2017.

## Présentation
De 1993 à 1997, l'émission est présentée par Nelson Monfort, Gérard Holtz et Didier Chaumont (jusqu'en 1998), puis par Céline Géraud en 1998.
Le programme télévisé est ensuite présenté par Henri Sannier du lundi au jeudi du 13 octobre 1997 au 7 septembre 2017. D'une durée de 20 ans, le passage d'Henri Sannier a marqué l’émission. Au début des années 2000, Laurent Luyat est également aux commandes du programme, puis Jean-François Laville et Pierre-Henry Brandet jusqu'en 2011. Du vendredi au dimanche, c'est Claire Vocquier-Ficot et Haron Tanzit qui s'occupent en alternance de la présentation du magazine sportif de 2012 à 2017. Lors de leurs congés ou absences, c'est David Sandona qui les remplace.
À partir du 11 septembre 2017, Thomas Thouroude présente Tout le sport du lundi au jeudi tandis que Céline Géraud s'occupe des émissions durant le week-end. C'est David Sandona, Haron Tanzit ou encore Flore Maréchal qui remplacent les deux présentateurs lors de leurs congés ou absences.
Le 3 mars 2018, dans une interview accordée au journal L'Équipe, Thomas Thouroude affirme qu'il « n'est pas sûr de continuer de présenter Tout le sport la saison prochaine », critiquant la direction des sports de France Télévisions. Selon lui la direction de France Télévisions « manque de considérations envers son émission ». Il déclare qu'il « serait heureux de retourner sur Canal+ ». À la suite de ses déclarations, il est écarté provisoirement de la présentation de Tout le sport par France 3. Céline Géraud en assure l'intérim. Le 9 mars 2018, France Télévisions annonce que Thomas Thouroude quitte la rédaction des sports de France Télévisions dès ce jour. Céline Géraud devient l'animatrice titulaire en semaine. En avril 2018, Clémentine Sarlat est choisie pour présenter l'émission du vendredi au dimanche. Plusieurs journalistes de la rédaction des sports remplacent alors les présentatrices lors de leurs absences dont Flore Maréchal, Marianne Théoleyre, Lionel Chamoulaud, Kader Boudaoud, Fabien Lévêque ou David Sandona.
À la suite des départs de Céline Géraud et de Clémentine Sarlat de France Télévisions en 2018, Tout le sport est présenté par Fabien Lévêque en semaine et Flore Maréchal, en provenance de France Info et qui a déjà animé l’émission, le week-end. À partir de septembre 2019, Matthieu Lartot présente l'émission le week-end (vendredi et samedi). David Sandona continue d'assurer le remplacement en semaine tandis que Laurent Luyat devient le joker de Matthieu Lartot lors de ces vacances ou lorsque celui-ci couvre les matches de rugby à XV. Durant les vacances scolaires c'est David Sandona ou Claire Vocquier-Ficot ou Stéphane Lippert qui présente l'émission.
À partir de septembre 2021, l'émission est présentée en alternance par Cécile Grès, Marie Mamère, Claire Vocquier-Ficot et Inès Lagdiri-Nastasi les vendredis et samedis,. Fabien Lévêque reste à la présentation de TLS du lundi au jeudi.
À la rentrée 2023, le programme voit l'arrivée d'une nouvelle intervenante en la personne d'Olivia Leray, auparavant chroniqueuse au sein de L'Équipe du soir sur La chaîne L'Équipe.

## Récompenses
L'émission est récompensée par le Sept d'or de la meilleure émission sportive en 2001 et d'un Micro d'or d'honneur en 2018 pour ses 25 ans.